# Javier Hernández Gutiérrez
Javier Hernández Gutiérrez (1 de agosto de 1961) é um ex-futebolista mexicano que competiu na Copa do Mundo FIFA de 1986.
Tem um filho também futebolista Javier Hernández.